# Хмільнянська сільська рада
Хмільня́нська сільська́ ра́да — адміністративно-територіальна одиниця та орган місцевого самоврядування в Канівському районі Черкаської області. Адміністративний центр — село Хмільна.

## Загальні відомості
- Населення ради: 1 355 осіб (станом на 2001 рік)

## Населені пункти
Сільській раді підпорядковані населені пункти:
- с. Хмільна
- с. Михайлівка
- с. Хутір-Хмільна

## Склад ради
Рада складається з 16 депутатів та голови.
- Голова ради: Чайка Олег Степанович

### Керівний склад попередніх скликань
| Прізвище, ім'я, по батькові | Основні відомості                                                                       | Дата обрання | Дата звільнення |
| --------------------------- | --------------------------------------------------------------------------------------- | ------------ | --------------- |
| Чайка Олег Степанович       | Сільський голова, 1963 року народження, освіта середня спеціальна, член Народної партії | 26.03.2006   | 31.10.2010      |
| Чайка Олег Степанович       | Сільський голова, 1963 року народження, освіта середня спеціальна, член Партії регіонів | 31.10.2010   |                 |

Примітка: таблиця складена за даними сайту Верховної Ради України

### Депутати
За результатами місцевих виборів 2010 року депутатами ради стали:

#### За суб'єктами висування
| Суб'єкт висування | Кількість обраних депутатів | %    |
| ----------------- | --------------------------- | ---- |
| Самовисування     | 14                          | 87,5 |
| Партія регіонів   | 2                           | 12,5 |

#### За округами
| № округу        | Прізвище, ім'я, по батькові    | Дата визнання обраним | Освіта             | Партійна приналежність | Відомості про обраного депутата              |
| --------------- | ------------------------------ | --------------------- | ------------------ | ---------------------- | -------------------------------------------- |
| Партія регіонів |                                |                       |                    |                        |                                              |
| 1               | Чайка Василь Степанович        | 03.11.2010            | середня спеціальна | член Партії регіонів   | «Черкаситрансгаз», оператор                  |
| 15              | Кириляка Василь Митрофанович   | 03.11.2010            | середня            | член Партії регіонів   | тимчасово не працює                          |
| Самовисування   |                                |                       |                    |                        |                                              |
| 2               | Чайка Івн Петрович             | 03.11.2010            | середня спеціальна | позапартійний          | «Черкаситрансгаз», оператор                  |
| 3               | Хоменко Анатолій Дмитрович     | 03.11.2010            | середня            | позапартійний          | Мисливське господарство, заступник директора |
| 4               | Хоменко Сергій Іванович        | 03.11.2010            | середня спеціальна | позапартійний          | Будинок культури, завідувач                  |
| 5               | Ціпло Анатолій Володимирович   | 03.11.2010            | середня спеціальна | позапартійний          | тимчасово не працює                          |
| 6               | Панченко Валентина Миколаївна  | 03.11.2010            | вища               | позапартійна           | Хмільнянський НВК, вчитель                   |
| 7               | Повх Валентина Михайлівна      | 03.11.2010            | середня спеціальна | позапартійна           | ЗАТ"Укршампіньон", оператор                  |
| 8               | Царенко Анатолій Іванович      | 03.11.2010            | середня            | позапартійний          | Хмільнянський НВК, оператор котельні         |
| 9               | Ціхоцька Любов Іванівна        | 03.11.2010            | середня спеціальна | позапартійна           | Хмільнянська сільська рада, секретар         |
| 10              | Шепотин Олександр Олексійович  | 03.11.2010            | вища               | позапартійний          | тимчасово не працює                          |
| 11              | Манжула Іван Васильович        | 03.11.2010            | середня            | позапартійний          | тимчасово не працює                          |
| 12              | Хижняк Тетяна Григорівна       | 03.11.2010            | середня спеціальна | член Партії регіонів   | тимчасово не працює                          |
| 13              | Коваль Іван Іванович           | 03.11.2010            | вища               | позапартійний          | Держліспгосп, майстер                        |
| 14              | Кириляка Віктор Васильович     | 03.11.2010            | середня            | позапартійний          | ТОВЛГ «Тубільське», єгер                     |
| 16              | Снісаренко Світлана Миколаївна | 03.11.2010            | вища               | позапартійна           | Хмільнянський НВК, вчитель                   |

## Природно-заповідний фонд
На змелях сільради розташовано:
- іхтіологічний заказник місцевого значення «Роський»;
- геологічна пам'ятка природи місцевого значення «Хмільнянський яр».